# Fédération internationale de tourisme équestre
 (décembre 2024).

## Présentation
La Fédération Internationale de Tourisme Equestre (FITE)  ou en anglais International federation of equestrian tourism a été créée en 1975 à l'initiative de la France, avec le concours de la Belgique et de l'Italie. Son objectif est de rassembler les Organismes Nationaux de Tourisme Equestre (ONTE) à travers le monde, de les représenter, de coordonner leur action et de contribuer au développement de toutes les activités touristiques liées à l'utilisation des équidés. 
Depuis 2015, Frédéric Bouix (France) en est le Président, Frédéric Pierrestiger (Canada) le secrétaire-général, Jean-Louis Mermillod (Canada) le vice-président et Adrien Flynn (Irlande) le Trésorier.

## Administration

### Organisation
La FITE est administrée par une assemblée générale, un conseil d'administration et une commission de tourisme équestre. Son siège social et administratif est basé à Lamotte-Beuvron dans les locaux de la Fédération française d'équitation (FFE).
La FITE gère le volet technique de ses activités par l'intermédiaire d'un Délégué Technique et par le travail et les propositions de Commissions. Ces dernières ont pour but de réglementer et de développer les compétitions d'équitation d'extérieure et traditionnelle, telles que le TREC, l'équitation de travail, tir à l'arc à cheval ou le ski joering.

### Membres
La FITE regroupe en 2022 une vingtaine d'Organismes Nationaux de Tourisme Equestre (ONTE) provenant d'Europe majoritairement, mais également d'Amérique, d'Afrique et d'Asie.  

### Comité Européen
Afin de répondre aux attentes des ONTE européens, la FITE a mis en place un comité UE qui vise à échanger sur les réglementations nationales et européennes applicables au tourisme équestre. Une veille est également effectuée afin d'analyser les légalisations européennes ayant une incidence sur les conditions sanitaires des équidés et sur la promotion du tourisme ou des moyens service de l'itinérance douce.

## Les pratiques de la FITE

### Randonnée équestre
La FITE soutient et accompagne le développement des itinéraires équestres transationaux afin de favoriser la visibilité et le prestige du tourisme équestre sur le plan international. Pour ce faire, la FITE a réalisé une étude sur les liaisons transfrontalières qui a démontré que l'organisation internationale du tourisme équestre souffre de nombreuses disparités selon les pays. La FITE tend donc à œuvrer vers l'harmonisation d'itinéraires équestres sûrs et reconnus sur la plan international, sur lesquels des lieux de haltes permettent aux cavaliers et à leurs chevaux de disposer des services nécessaires. 
Au niveau national, de nombreux membres de la FITE participent régulièrement à l'Equirando.
La FITE participe aussi aux rencontres de sports nature au niveau européen pour représenter le tourisme équestre à l'échelle internationale et elle s'implique notamment dans le tissu associatif assurant la promotion de la ruralité.

### Formation
Depuis plus de quinze ans, sous l'impulsion et avec les concours de la FITE, de nombreux ONTE ont confronté leurs enseignements afin d'harmoniser leurs diplômes respectifs. Les diplômes de tourisme équestre ont également été repris dans la grille d'équivalence de l'IGEQ (International Group for Equestrian Qualifications) à la suite d'un travail conduit par la FITE.

### Compétitions
La FITE organise, réglemente et promeut, aux côtés de la Fédération équestre internationale (FEI), un certain nombre de pratiques sportives de compétitions : le TREC (Techniques de randonnée équestre de Compétition), le TREC en attelage, les Équitations traditionnelles de travail et pastorales, le Tir à l'arc à cheval ainsi que le ski joëring. Chaque année, par délégation de la FITE, un ONTE organise des championnats, du monde et/ou Europe Open de TREC Seniors et Jeunes.